# زعاقة (إب)

تعديل مصدري - تعديل

زعاقة محلة تابعة لقرية الشياحي، التابعة لعزلة المقاطن بمديرية إب إحدى مديريات محافظة إب في الجمهورية اليمنية.، بلغ تعداد سكانها 37 حسب تعداد اليمن لعام 2004.